# Langeveldslo
Langeveldslo was een havezate ten oosten van het Nederlandse dorp Wijhe (provincie Overijssel). Op de locatie staat tegenwoordig een boerderij. Er zijn geen zichtbare restanten van de havezate zelf bewaard gebleven.

## Geschiedenis
Het goed Langeveldslo was al in de 14e eeuw een leengoed van de bisschop van Utrecht. Hendrik Machoriszoon werd in 1382 door de bisschop met Langeveldslo beleend. Zijn zoon Machoris van Oldeneel volgde hem op en kreeg in 1394 Langeveldslo in leen. Deze Machoris zou van 1414 tot 1418 als kastelein van kasteel Kuinre werkzaam zijn.

### Achterleen
In 1434 werd Hendrik van Oldeneel, een van de zonen van Machoris, met Langeveldslo beleend. Hendrik vervulde bestuurlijke functies, zoals schepen van Deventer en ambtman van Salland. Hij overleed rond 1457 en liet het goed na aan zijn nog minderjarige zoon Machoris, die een jaar later onder hulderschap van zijn oom werd beleend met Langeveldslo. Deze Machoris zou eind 15e eeuw als riddermatige verschijnen bij de Ridderschap. Machoris bezat ook het naburige De Haere en hij gaf nu zijn goed Langeveldslo in achterleen uit aan Dirk van Scherpenzeel en diens echtgenote Margaretha van Laer. Als achterleen werd Langeveldslo voortaan geadministreerd als zijnde leenroerig aan De Haere.

### Familie Van Laer
Dirk van Scherpenzeel en Margaretha van Laer vestigden in 1506 en 1517 rentes op Langeveldslo. Dirk zou in 1533 nog vermeld worden als zijnde riddermatig. Het echtpaar kreeg geen kinderen, waarna ze het achterleen nalieten aan Johan van Laer tot Hoenlo, een zoon van Margaretha's broer Hendrik.
Johan van Laer verscheen van 1541 tot 1580 in de Ridderschap. Hij huwde Mechteld van Langen, die hem na zijn dood opvolgde als eigenaresse van Langeveldslo. Hun zoon en erfgenaam Boldewijn van Laer nam sinds 1586 als riddermatige deel aan de landdagen van de Staten van Overijssel. Uit zijn huwelijk met Geertruid van Ittersum werd in 1595 Johan geboren, die zijn vader zou opvolgen en in 1619 dankzij Langevelslo werd toegelaten tot de landdag van de Staten van Overijssel. In 1629 trouwde hij met Mechteld Martens, die als huwelijksgift het vruchtgebruik van Langeveldslo ontving. Johan overleed in 1642.

### Familie Bentinck
Johan van Laer liet in 1642 de havezate Langeveldslo na aan zijn oudste zoon Boldewijn van Laer tot Langeveldslo. Vanaf 1653 kon Boldewijn dankzij deze havezate deelnemen aan de landdagen. Zijn huwelijk met Margaretha Aleida van Laer - een achternichtje - bleef kinderloos en na Boldewijns overlijden in 1679 hertrouwde Margaretha met Willem Bentinck (1636-1700). Margaretha kreeg met Willem twee kinderen: Anna Christina en Wolf (1682-1726).
Voor Willem Bentinck was het huwelijk met Margaretha aantrekkelijk: zij bracht namelijk zowel de havezate Hagmeule als de havezate Langeveldslo mee in het huwelijk, zodat Willem deze havezaten kon gebruiken om lid te worden van de Ridderschap en de landdagen. Het huwelijk bleek echter niet gelukkig, want Margaretha wilde het in 1700 laten ontbinden. Willem overleed echter eind dat jaar; hij liet beide havezaten na aan zoon Wolf. Deze verkocht de Hagmeule nog vóór 1623 en werd zodoende namens Langeveldslo verschreven bij de Ridderschap. Wolf overleed in 1726 en liet Langeveldslo na aan zijn oudste zoon Willem Jan.
Willem Jan Bentinck werd vanaf 1743 dankzij zijn bezit van de havezate Langeveldslo lid van de Ridderschap. Hij verhuurde de havezate overigens aan de landdrost Van Huffel tot Verborg. In 1759 overleed Willem Jan aan een kinderziekte. Zijn weduwe Agnes van Haersolte verkocht de havezate in 1766 aan Herman Queysen. 

### Burgemeester
De nieuwe eigenaar Herman Queysen was burgemeester in Zwolle. Sinds 1761 nam hij deel aan de Statenvergaderingen als Zwols afgevaardigde. Hij was gehuwd met Johanna Margaretha Despar, die nu het vruchtgebruik van Langeveldslo kreeg toegewezen. Toen Herman in 1776 overleed kwam de havezate aan zijn minderjarige zoon, eveneens Herman geheten, die het bezit echter moest delen met moeder Johanna. Hij trouwde in 1784 met Arnoldina Agnes Nilant en kreeg met haar een zoon en dochter. Het gezin woonde op Langeveldslo.
Uiteindelijk verkochten Arnoldina en de kinderen in 1812 de havezate in een openbare verkoop.

### Afbraak
De nieuwe eigenaar in 1812 werd Bernardus Josephus van Sonsbeeck. Hij had geen behoefte aan het oude herenhuis en verkocht dit in 1814 ter afbraak. Tevens veilde hij ruim 1000 nog te kappen bomen. De twee bouwhuizen bleven wel behouden, maar het kasteelterrein werd omgevormd tot weiland en bouwland. Verder waren er nog twee katersteden op het landgoed, namelijk Bruggeman en Klein Langeveldsloo.
In 1842 verkocht Van Sonsbeeck ten slotte ook het landgoed zelf, te weten aan Willem Hendrik Michgorius. Toen deze naar Kleef verhuisde, werd in 1849 Langeveldslo opnieuw verkocht.

### Firma G. H. Salomonson
De Firma G. en H. Salomonson werd in 1849 de nieuwe eigenaar van het landgoed. Oprichter Godfried Salomonson (1796-1867) was succesvol als fabrikant in Almelo en Nijverdal en was onder andere initiatiefnemer van de spoorlijn Almelo-Salzbergen.
In 1868 werd de firma ontbonden, waarna Langeveldslo toekwam aan Godfrieds zoon Bernard, die het echter na vier jaar weer doorgaf aan zijn broer Maurits Wertheim Salomonson. In 1905 erfde Maurits' zoon Johan Karel August Wertheim Salomonson het goed, maar deze stierf in 1923 kinderloos waarna werd besloten om Langsveldslo openbaar te veilen. Het goed werd hiertoe opgesplitst in losse kavels. De voormalige huisplaats werd door de aankopende partij al snel doorverkocht aan de landbouwer Anthonius Hoogeland.

## Beschrijving
Er zijn geen afbeeldingen van het huis Langeveldslo bekend.  
In 1682 bezat het huis zeven vuursteden en twee ovens.  

In 1812 werd Langeveldslo omschreven als een herenhuis met acht kamers beneden en zeven kamers op de verdieping. Er waren zolders, een keuken en provisiekamers. Bij het huis hoorden twee bouwhuizen, een tuinmanswoning, koetshuis en een schuur. Rondom lagen tuinen en vijvers. Om het complex lag een gracht. Onder het bezit vielen verder nog twee katersteden, bossen, weilanden, hooilanden en bouwlanden. Als havezate waren er ook nog bepaalde rechten aan het goed verbonden, zoals een zitplaats en een graf in de kerk van Wijhe en met mede-collatierecht van deze kerk.
Ahnem · Den Alerdinck · Arendshorst · Arkelstein · Averbergen · Beerze · Den Berg · Bergentheim · Blankena · Borgele · Boskamp · Boxbergen · Bredenhorst · Buckhorst · Campherbeek · Collendoorn · Den Dam · Dieze · Dingshof · Den Doorn · Hof te Dorth · Eerde · Egede · De Gelder · Gerner · Glinthuis · Gramsbergen · De Groote Scheere · De Grote Weede · De Haere · Haerst · Hagenvoorde · Heemse · Herxen · Hoenlo · Hofstede (Collendoorn) · Hofstede (Raalte) · Hogenhof · Hoogehuis · Junne · Kranenburg · Krijtenberg · De Kuile · Het Laar · Langeveldslo · Leemcule · Luttenberg · Melenhorst · Mennigjeshave · Nijenhuis · Oosterveen (Junne) · Oosterveen (Nieuwleusen) · Den Ordel · De Pol (Olst) · De Pol (IJhorst) · Pothof · Rande · Rechteren · Het Reelaer · Rhaan · Rutenberg · Schoonheten · Schuilenburg · Vechterweerd · Velner · Venebrugge · Verborg · Voorst · Vrieswijk · Werkeren · Westerveld · Windesheim · Wittenstein · Wolfshagen · Zuthem